# 時代革命 (紀錄片)
《時代革命》（英語：Revolution of Our Times）是一部2021年香港紀錄片，由周冠威執導，2021年7月16日於第74屆坎城影展首映。本片獲得了第58屆金馬獎最佳紀錄片獎，亦是台灣影史最賣座海外華語紀錄片。

## 內容
《時代革命》分為8個章節，以香港反對逃犯條例修訂草案運動為主題，通過示威運動中七組不同示威者的視角，展現了運動的宏觀背景和參與者的個人體驗。影片開篇介紹1984年香港主權移交的歷史背景，其後詳盡記錄了2019年夏天開始的示威運動的過程。
包括初期的6月12日金鐘衝突、梁凌杰之死引發的616大遊行和佔領立法會。其後721元朗襲擊、8月11日示威引發的便衣警察喬裝示威者拘捕示威者，爆眼少女案和太古站近距離開槍，加上太子站襲擊事件，讓示威者明白無法信任政府和警方，將運動升級。其後亦有記錄持續抗爭的溫和活動，如香港之路、機場「和你塞」示威、罷課集會和中秋節光影人鏈活動。到10月1日示威武力升級，加上之後香港中文大學衝突以及香港理工大學衝突等關鍵事件，反映警民雙方動武更趨激烈。但在警方包圍校園下，示威者在無力感下結束。
最後以部分受訪者流亡海外，次年《香港國安法》的通過和實施，多名民主派人士被捕，並播出歌曲《願榮光歸香港》作結。

## 製作
《時代革命》的拍攝和製作歷時約兩年，全程在秘密中進行，送交坎城影展放映的版本於2021年6月29日影展開幕前夕才正式完成。據導演周冠威介紹，作為劇情片導演的他最初之所以決定著手拍攝這部影片，緣於一位看過他此前執導作品《十年》的商人聯繫到他，表示願意資助他拍攝一部高品質的以反修例運動為題材的紀錄片，「把香港的故事講給世界聽」。《十年》導演的身份也使他在運動前線獲得了示威者的信任。他在示威運動期間跟隨拍攝示威者數月；在理大圍城期間，他在校園中生活了三天兩夜。除了周本人拍攝的素材外，影片也使用了由傳媒和10個攝影師拍攝的片段，其中一名電影人因《香港國安法》實行而放棄製作自己的紀錄片作品，轉而將拍攝的素材贈予周冠威。
影片中出現的受訪者大多數均遮面和變聲以隱藏身份，還有一些由演員扮演；為保障創作者的安全，影片職員表中除周冠威外的所有職員都使用化名（例如出品人被列作「親愛的手足」），電影的宣傳品和片尾字幕也稱這是一部「香港人作品」。周本人則堅持公開身份，以表達對抗自我審查的立場和對言論自由的訴求。
截至影片完成時，片中的部分受訪者已隱居、入獄或逃離香港；周冠威本人在坎城影展後受訪時則稱現時並無計劃離開香港。2021年7月19日，周受訪時回應外界對他人身安全的擔憂，表示暂时尚未受到來自中國方面的壓力。

## 發行和放映
2021年7月14日，即第74屆坎城影展倒數第四天，影展組委會邀請部分參加影展的電影記者觀看了《時代革命》的秘密放映，共有約10名記者出席。影展官方於同日下午向全體記者發送新聞稿，宣布有一部「驚喜紀錄片」入選電影節官方「特別放映」單元，但稿件中並未公開影片名稱，此前觀看秘密放映的記者直至當地時間次日下午才被允許發表與影片有關的新聞。影片於16日上午11時舉行了世界首映，這也是它在本屆影展的唯一一場官方放映。影片的預告片於同日發布。
《綜藝》和《電視全覽》分析指，坎城影展之所以選擇在影展臨近結束時才宣布本片入選影展，是為了避免同樣入選官方單元的其他三部中國內地長片決定退出影展以示抗議。多家媒體認為，坎城影展的做法可能激怒中華人民共和國政府，並導致中國內地電影在未來抵制此影展，使其受到類似美國奧斯卡金像獎和台灣金馬獎的對待。
根據香港電影分級制度，《時代革命》含有暴力被列為IIA兒童不宜。但由於《香港國安法》的實施和隨之而來的《電影檢查條例》檢查員指引修訂，該片的內容及片名意味著它幾無可能在香港公開發行或放映。周冠威接受採訪時稱，《時代革命》的版權已經賣給一間外國電影發行商，這意味著他在法律上已經不再是這部作品的擁有者。他還表示，影片在坎城影展首映之後，已經有歐洲和美國的電影發行商與他接洽，商討放映權事宜。
2021年11月起，《時代革命》先後在日本東京新作家主義影展、荷蘭阿姆斯特丹国际纪录片电影节、臺灣台北金馬影展等影展上進行了展映。其中，影片獲得了金馬影展觀眾票選的冠軍。
2021年12月10日至19日，片方與美國紐約、芝加哥、舊金山等七座城市的幾家影院合作，舉辦了《時代革命》的小規模放映，所有場次門票幾乎均告售罄。2022年2月中上旬，影片在加拿大幾座城市進行了類似形式的小規模放映，門票也迅速售罄。
2022年2月25日，《時代革命》在台灣正式公映，使其成為該片首個進行大規模放映的國家和地區。
台灣上映前一晚，《時代革命》於國際官方YouTube頻道也遭無預警下架。經由劇組向YouTube申訴之後，在幾小時後獲得解決。 
上映四天，全台票房已經累計逼近800萬，成為今年台灣最賣座紀錄片，更是台灣影史首週末票房最佳的海外紀錄片。
马来西亚定于2022年4月6日起，在6个州属；柔佛、雪蘭莪、槟城、霹雳和砂拉越的首府限量上映，共放映8场。原因是电影发行商的全球同步计划已经截止和票房成本问题，主办方无法在短时间内筹备申请。自3月21日在西马半岛公开发售以来，电影门票已迅速售罄。
2022年5月27日，製作團隊表示電影將於6月1日在網上平台Vimeo上架，作全球公映，已接受預訂，並提供「中英文字幕」。
2022年6月30日，《時代革命》在意大利公映。

## 榮譽獎項
| 獎項   | 典禮日期       | 類別       | 獲得者       | 結果 | 參考   |
| ------ | -------------- | ---------- | ------------ | ---- | ------ |
| 金馬獎 | 2021年11月27日 | 最佳紀錄片 | 《時代革命》 | 獲獎 | [ 27 ] |

## 外部連結
- Facebook上的《時代革命 （页面存档备份，存于）》專頁
- 互联网电影数据库（IMDb）上《時代革命》的资料（英文）
- 爛番茄上《時代革命》的資料（英文）